# Єнс Леманн
Єнс Леманн (нім. Jens Lehmann; *10 листопада 1969, Ессен, Північний Рейн-Вестфалія, ФРН) — німецький футбольний воротар, захищав ворота низки провідних європейських клубів. Завершив кар'єру у 2011.
Воротар збірної Німеччини з 1998, учасник трьох чемпіонатів світу — 1998 (3-й воротар), 2002 (2-й воротар) і 2006 (основний воротар).

## Біографія
Кар'єра Леманна почалася 1987 року в «Шальке-04» — в Гельзенкірхені воротар провів 11 років. Протягом чотирьох років був основним голкіпером команди, з якою в сезоні 1996/97 завоював Кубок УЄФА.
Дебютував у збірній Німеччини в лютому 1998 в зустрічі з Оманом, але відтоді частіше залишався в запасі. Не зіграв жодного матчу на ЄВРО-2000 і чемпіонаті світу-2002, програвши конкуренцію Оліверу Кану. У ході кваліфікації Євро-2004 Кан не дозволив засумніватися в тому, що саме він — перший номер національної команди, залишивши Леманна на лавці запасних у шести зустрічах відбіркового турніру.
На початку 1998 року Леманн перейшов до «Мілана», але невдовзі опинився в «Боруссії» з Дортмунда. Леманн не відразу завоював визнання вболівальників на «Вестфаленштадіон», бо ті були незадоволені продажем свого улюбленця Штефана Клоса і гельзенкірхенським минулим Леманна. Проте кіпер зміг привести «Боруссію» до перемоги в чемпіонаті Німеччини й до фіналу Кубка УЄФА.
У сезоні 2002/03 золоті медалі німецького чемпіонату виграла «Баварія», а Леманн і «Боруссія» залишилися третіми, давши проскочити вперед «Штутгарту». Через травми Леманн провів у чемпіонаті всього 24 гри, зате в Лізі чемпіонів УЄФА допоміг дортмундцям пробитися в другий груповий етап. У липні 2003 був проданий в «Арсенал», який шукав заміну Девідові Сімену.
2003/04: Запам'ятався парою грубих ляпів, але в цілому провів сезон на висоті — його «Арсенал» взяв золото і став першою командою з 1899 року, кому вдалося пройти прем'єр-лігу без жодної поразки. Провів десять матчів у Лізі чемпіонів, де «каноніри» добралися до 1/4 фіналу.
У 2010 після матчу 34-го туру чемпіонату Німеччини з «Гоффенхаймом» (1:1) Єнс Леманн оголосив про завершення спортивної кар'єри.
У березні 2011 Єнс Леманн повернувся в «Арсенал» до кінця сезону, замінивши травмованих Щенсни і Фабіянськи.
Улітку 2011 року Єнс вів переговори з «Шальке 04», яких залишив основний голкіпер — Мануель Ноєр. Проте сторони не дійшли згоди і Леманн «повторно» завершив кар'єру.

## Цікаві факти
Під час перебування гравцем «Шальке» двічі забивав голи, причому один з них допоміг команді піти з поля без поразки.
У листопаді 2016 року Штарнберзький окружний суд засудив 47-річного Леманна до штрафу в 42 500 євро. Екс-голкіпер збірної Німеччини і Арсеналу виявився учасником ДТП в ролі пасажира, проте відмовився співпрацювати з поліцією і надати їй відомості про інцидент.
Звинувачення спочатку розраховувало на 50 денну величину, кожна з яких буде оцінена в 4 тисячі євро. Розмір такої величини залежить від суми доходів підсудного. Однак юристам Леманна, який зараз працює телеекспертом і заробляє 25 тисяч євро на місяць, вдалося знизити розмір денного покарання до 850 євро. Таким чином, Єнс буде змушений заплатити 42 500 євро.
За нормами німецького права, штрафи до 90 денної величини не вносяться в історію правопорушень.
Під час слухань Леманн також виграв апеляцію на штраф у 240 тисяч євро за іншу участь в ДТП. У 2014 році він потаранив інший автомобіль, а потім схопив водія за краватку через вікно.
Також Леманн звинувачувався в тому, що він перевищив швидкість в березні 2016 року. Спочатку Єнс наполягав, що на фото зображений не він, але звинувачення у цій справі були зняті.

## Досягнення
«Шальке 04»
- Кубок УЄФА (володар): 1996-97

«Мілан»
- Чемпіон Італії: 1998-99

«Боруссія» (Дортмунд)
- Чемпіон Німеччини: 2001-02
- Кубок УЄФА (Фіналіст): 2001-02

«Арсенал» (Лондон)
- Чемпіон Англії: 2003-04
- Володар Кубка Англії: 2004-05
- Володар Суперкубка Англії: 2004
- Фіналіст Ліги чемпіонів УЄФА: 2005-06

Збірна Німеччина
- Другий призер чемпіонат світу 2002 року
- Третій призер Кубка Конфедерацій: 2005
- Третій призер чемпіонат світу 2006 року
- Другий призер чемпіонат Європи 2008 року

Особисті
- Голкіпер року в Європі за версією УЄФА: 1996, 2006
- Номінація ФІФА на «Найкращого воротаря»: 2005—2006
- Найкращий воротар за номінації IFFHS: № 2 — 2006
- Потрапив в символічну збірну ЧС за версією FIFA: 2006
- Найстарший гравець, який грав у фінальних матчах чемпіонатів Європи — 38 років